# Holochlora gaida
Holochlora gaida är en insektsart som beskrevs av Sigfrid Ingrisch 1987. Holochlora gaida ingår i släktet Holochlora och familjen vårtbitare. Inga underarter finns listade i Catalogue of Life.